# Chlorops longiceps
Chlorops longiceps är en tvåvingeart som beskrevs av Oswald Duda 1930. Chlorops longiceps ingår i släktet Chlorops och familjen fritflugor.
Artens utbredningsområde är Paraguay. Inga underarter finns listade i Catalogue of Life.